# Amigo (Brussel)
De Amigo of Vroente was een gevangenis in Brussel tot 1930.

## Geschiedenis
De Vroente was naast de Treurenbergpoort en de Steenpoort een van de drie middeleeuwse gevangenissen in Brussel. De eerste vermelding ervan dateert uit 1326. Ze had geen vaste plek maar werd om de drie jaar door de landsheer verpacht, wat tot te veel ontsnappingen leidde. Daarom maakte de Rekenkamer in februari 1522 middelen vrij om een huis aan te kopen in de huidige Vruntstraat tegenover de toenmalige Lakenhal. Het was een eigendom van de erfgenamen van Jan van Lindt, gelegen tussen de herbergen t'Oudt Stadhuys en Emaüs. Behalve kamers en cellen (callaborsen) was er ook een kapel ingericht. In de Spaanse Tijd kreeg de gevangenis de naam Amigo, zoals ook blijkt uit een officiële akte van 1652. Allicht ging het om een foute vertaling die vrunt verwarde met vriend. Het woord vond ook elders in de Nederlanden ingang (zie bv. het amigobouck van Gent).
De kamers hadden elk een verschillend tarief, dat ook afhing van hoeveel personen er waren opgesloten. Voor de cellen en de behoeftigenkamers kreeg de cipier een vergoeding van de overheid of van de schuldeiser die de arrestatie had uitgelokt. Zowel criminele als civiele gevangenen konden in de Amigo terechtkomen. Een oorkonde van 1328 schreef voor dat poorters en poorteressen van Brussel nergens gevangen mochten worden gezet tenzij in de Vroente of in de Steenpoort. De costuymen van 1570 schreven voor dat poorters en ingezetenen gewoonlijk in de Vroente moesten worden opgeborgen. Vandaar dat men zei dat je een nachtje in de Amigo moest hebben doorgebracht om Brusselaar te zijn.

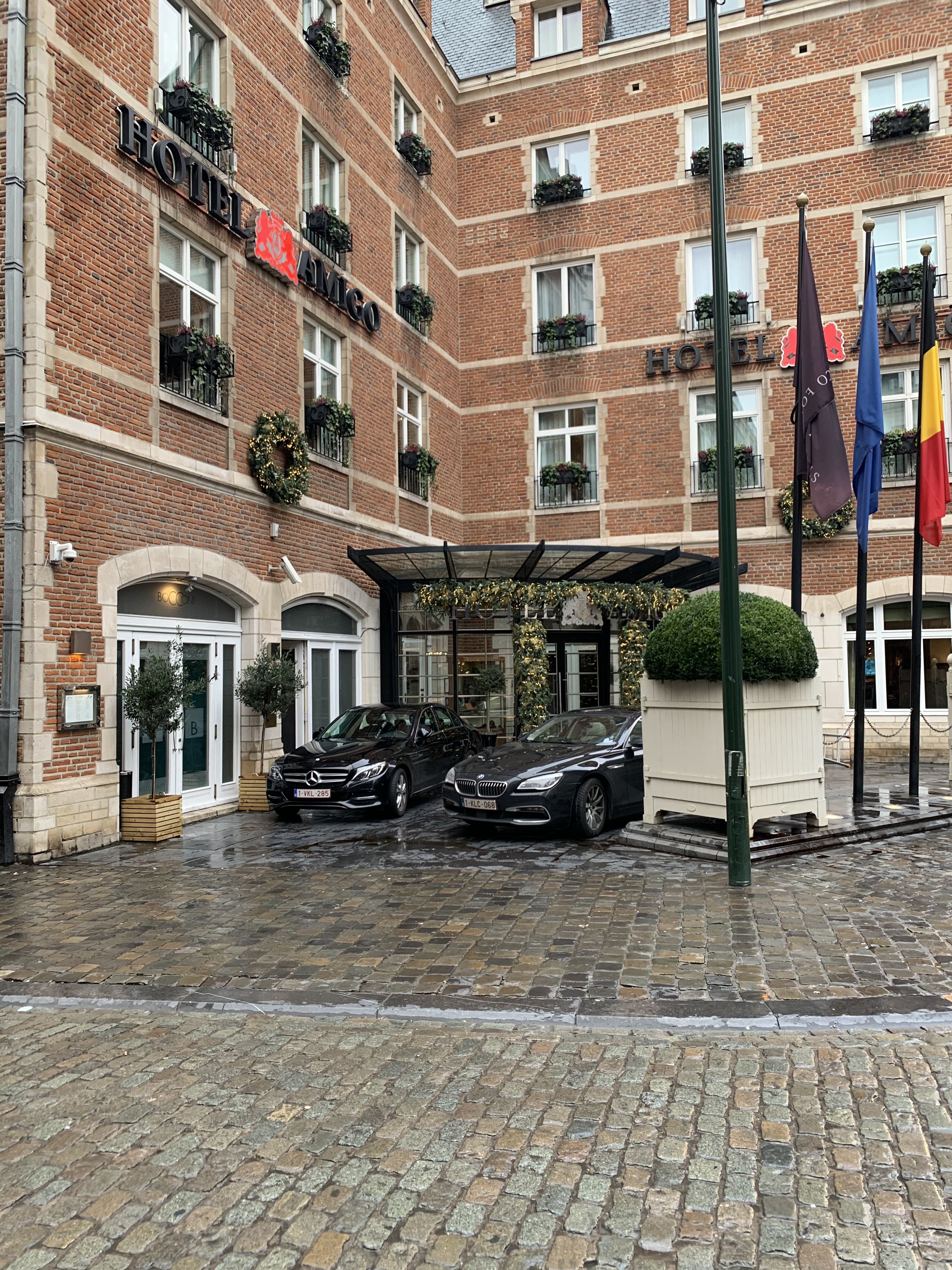
Het 20e-eeuwse Hotel Amigo

Na het bombardement van 1695 lag de Amigo in puin. De centrale regering wilde er geen kosten aan maken en stond het gebouw in 1705 af aan het stadsbestuur. Het herrees als politiegevangenis en zou volgens Henne en Wauters in 1791 nogmaals zijn herbouwd. Tijdens de Franse bezetting eind 1792 werden de politieke gevangenen van de Madelonetten overgebracht naar de Amigo. Paul Verlaine bracht er in 1873 een nacht door waarvan hij een beschrijving naliet. De Amigo bleef bestaan tot 1930. De naam leeft voort in het Hotel Amigo, dat in de jaren '50 op die plek werd gebouwd door Ado Blaton. Om de hoek op de Kolenmarkt is nog steeds een politiecommissariaat met een cellenblok.

## Voetnoten
1. ↑  Akte van 18 oktober 1326: Voert willen wi dat men en genen portere noch portersse van Bruesele nemmermeer namaels voeren noch leggen en sal noch en mach in en geen gevancnesse buten Bruesele, noch elre dan in die Vroente ofte in die Steenporte te Bruesele.
2. ↑  Émile Clerbaut, "La bourgeoisie et les bourgeois dans l'ancien Bruxelles, au point de vue historique et juridique", in: Annales de la société royale d'archéologie de Bruxelles, 1898, nr. 12, p. 287
3. ↑  Paul Verlaine, "Mes prisons", in: Œuvres complètes, vol. IV, 1904, p. 404-405